# Відзнака за службу за кордоном (США)

Відзнака за службу за кордоном армії

Відзнака за службу за кордоном у Резерві армії

Відзнака за службу за кордоном ВМС та Корпусу морської піхоти

Відзнака за службу за кордоном (довгий термін) ПС

Відзнака за службу за кордоном (короткий термін) ПС

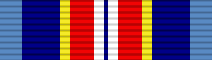
Відзнака за службу за кордоном Берегової охорони

Відзнака за службу за кордоном (США) (англ. Overseas Service Ribbon) — відзнака (почесна стрічка) для заохочення військовослужбовців Збройних сил США за проходження військової служби за межами Сполучених Штатів. Відзнакою за службу за кордоном визначаються військовослужбовці різних видів Збройних сил Сполучених Штатів Америки; існують різні версії для армії США, ВМС США, ПС, і Берегової охорони США. Корпус морської піхоти США отримує відзнаку Військово-морських сил.

## Нагородження відзнакою за службу за кордоном

### Армія США
Відзнака за службу за кордоном для сухопутних військ США вперше була запропонована в серпні 1981 року. Відповідно до положення про нагороду нею нагороджуються усі військові армії Сполучених Штатів, які успішно завершили стандартне закордонне відрядження за межами країни. 11 грудня 2006 у новій редакції AR 600-8-22 (Військові Нагороди), керівництво армії ліквідувало положення відповідно до якого, відзнакою не нагороджувалися ті військові, що були заохочені під час військової кампанії або відрядження іншою відзнакою або медаллю за службу.
Для військових армії, що неодноразово проходили службу за кордоном на стрічку кріпиться цифра з позначенням кількості відряджень. Для тих військовослужбовців армії, що перебували за кордоном до 1981 року, відзнака може бути присуджена заднім числом, за умови, що військовослужбовець перебував на дійсній військовій служби після 1981 року.
В Армії США також існує особливий знак розрізнення — нашивка за службу за кордоном, проте це абсолютно інша нагорода для відзначення загального терміну служби за межами країни.

### Національна Гвардія Армії СШАтаРезерв армії США
Відзнака за службу за кордоном для Національної гвардії та Резерву сухопутних військ США була заснована наказом Секретаря армії США 11 липня 1984, для заохочення військових цих підвидів армії країни. Нагороду отримують ті, хто проходив дійсну військову службу за межами континентальної частини США щонайменше 10 повних діб поспіль. Додаткові нагородження позначаються цифрами.
Національна Гвардія та Резерв армії країни є єдиною гілкою резервного компоненту, який видає закордонні стрічки окремо від нагород регулярних Збройних сил.

### ВМСтаКорпус морської піхоти США
Відзнака за службу за кордоном для ВМС і Корпусу морської піхоти США була вперше запропонована в 1968 році, але офіційно не була затверджена до червня 1987 року. Відзнака вручається будь-якому військовослужбовцю Військово-морських сил або Корпусу морської піхоти, який завершує один рік безперервної або кумулятивної служби на постійній базі за рубежем.
Для членів резервних компонентів, перше нагородження дозволяється по завершенню або 30 днів поспіль або 45 днів у сукупності дійсної військової служби. Критерії для подальших нагороджень резервістів, такі ж, як для військових, що перебувають на дійсній військовій службі.
Додаткові нагородження позначаються зірками за службу.

### Військово-повітряні сили США
Для військово-повітряних сил нагорода була впроваджена у 1980 році за наказом начальника штабу ПС генерала Л'ю Аллена. Відзнака для цього виду Збройних сил існує у двох варіантах: «за тривалий термін» та «за короткий термін».
Нагорода «за короткий термін» вручається за перебування за межами країни менш ніж два роки або за умови виконання завдання з боку керівництва американських ПС. Як правило, «короткий термін» позначає постійне перебування військового за межами США на строк не менше 300 днів протягом 18-місячний проміжку часу; такі завдання, як правило, виконуються без супроводу членами сім'ї, хоча «короткий термін» не обов'язково повинен бути без супроводу родини. Історично склалося, що найбільш часто нагороди «за короткі терміни» були вручені за службу в Південній Кореї, що на сьогоднішній день є найбільш поширеним місцем призначення у ПС.
Нагорода «за тривалий термін» у повітряних силах видається на завершення стандартного закордонного перебування на строк служби на два роки або більше поспіль, з додатковим присудженням за інші терміни, що позначається кластерами у вигляді дубового листя.

### Берегова охорона США
Берегова охорона США заснувала відзнаку для заохочення свого особового складу останньою з усіх видів Збройних сил країни. Нагорода була затверджена 28 жовтня 2009 року, подробиці оголошено 29 квітня 2010. Вона присуджується військовим, що перебувають на дійсній службі на постійній основі за кордоном і успішно завершили термін служби не менше 12 місяців на морській базі або на борту військового судна, що знаходилося в іноземному порті приписки. Відзнакою також нагороджують резервістів, які успішно завершили мінімум 36 днів сукупної служби в зарубіжних турах протягом кожного 12-місячного циклу під час загального терміну служби.